# Kościół św. Cyriaka w Gernrode

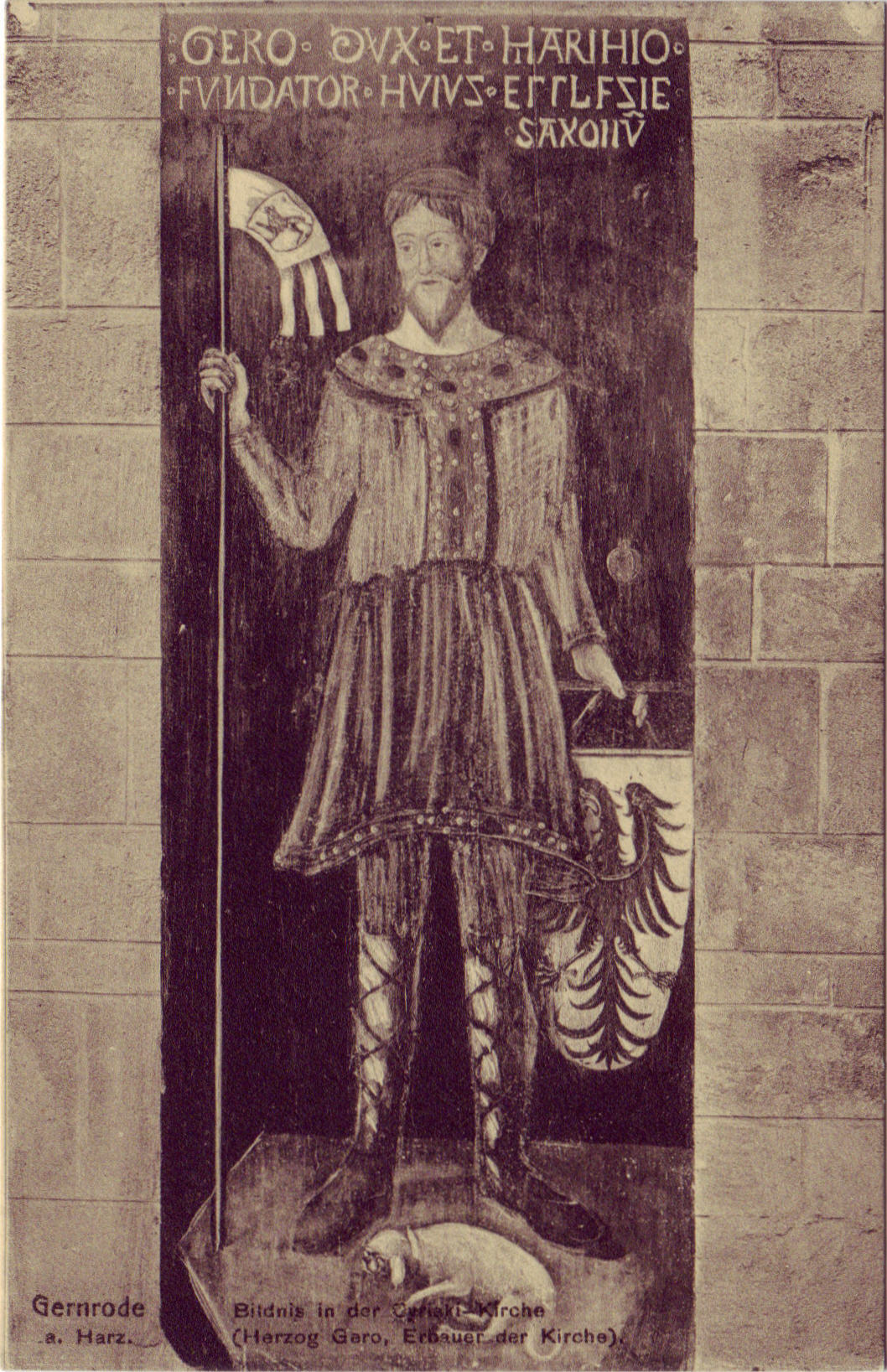
Margrabia Gero

Kościół św. Cyriaka – zespół klasztorny wraz z kościołem św. Cyriaka w Gernrode - jeden z najstarszych przykładów architektury ottońskiej w Niemczech. Stanowi ona zalążek późniejszej miejscowości założonej w XI wieku.

## Historia

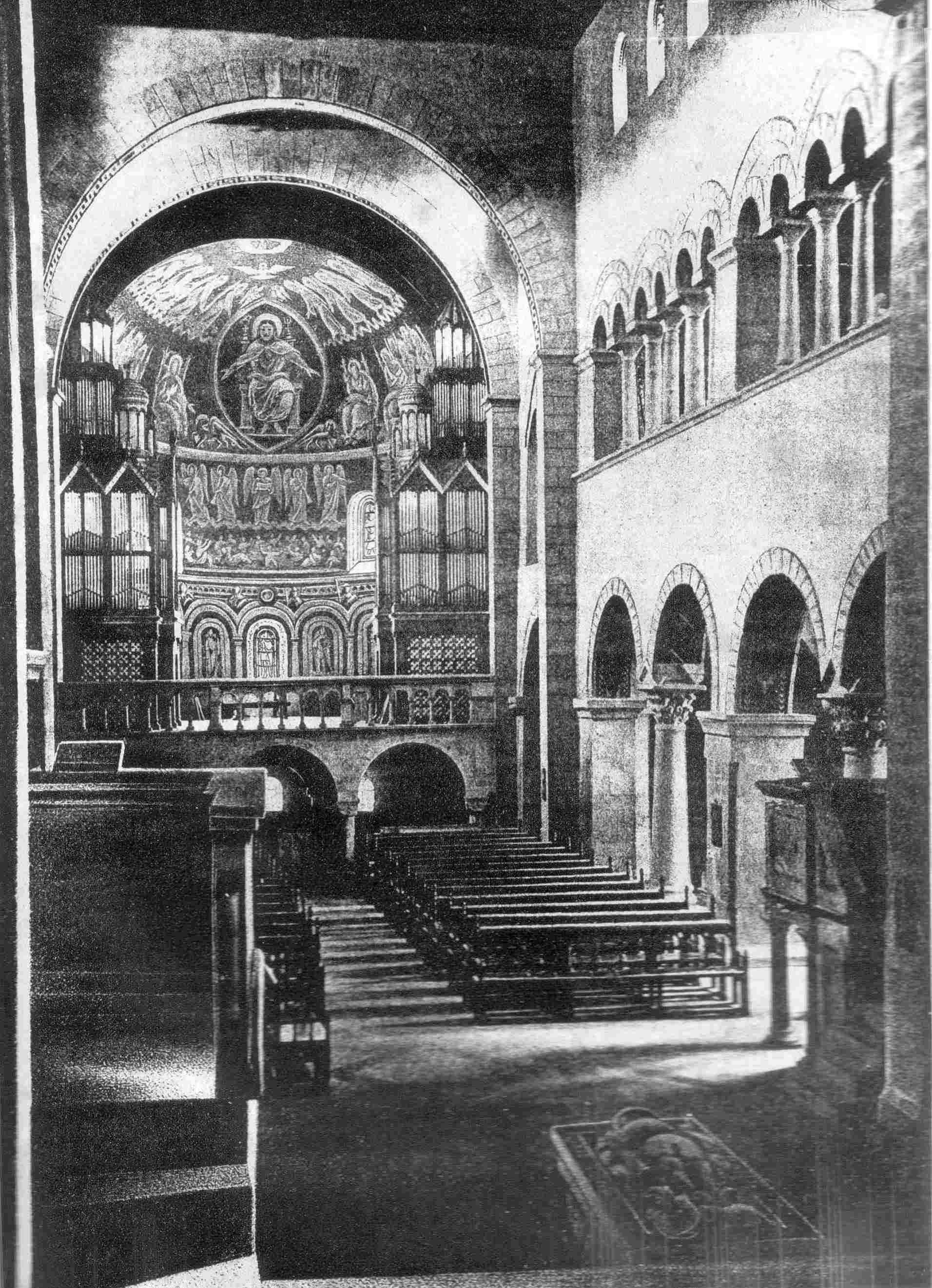
Wnętrze kościoła w 1877 r.

Jest to najstarsza zachowana budowla z czasów ottońskich. Powstała w 960 roku z inicjatywy saksońskiego margrabiego Gero, stanowiąca część rozległego niegdyś kompleksu klasztoru żeńskiego. W następnym roku teren wraz z klasztorem został włączony w strefę wpływów cesarza Ottona I. Wydarzeniem który nadał klasztorowi rangę ośrodka pielgrzymkowego było sprowadzenie z Rzymu przez margrabiego relikwii ręki św. Cyriaka, wtedy kościół otrzymał nowe wezwanie (wcześniejszymi patronami byli Maria i św Piotr). W roku 965 Gero zmarł. Został pochowany na skrzyżowaniu naw kościoła (do dziś zachował się jego nagrobek). Kościół został wzniesiony w X wieku, zaś w XII w. dobudowano od strony zachodniej monumentalny dwuwieżowy westwerk. W XV wieku dobudowano przy północnym ramieniu transeptu budynek skarbca. Czasy nowożytne nie były łaskawe - w II poł. XVI wieku został rozwiązany klasztor - (w 1570 ostatnia zakonnica wyszła za mąż) i znaczenie tego miejsca upadło. Podobnie jak miasto klasztor został przejęty przez gminę luterańską, w późniejszych latach została zburzona większa część zabudowań klasztornych. W latach 1834–1874 z przerwami, kościół wraz z pozostałościami klasztoru został poddany gruntownej konserwacji. Prace prowadzili m.in. Franz Theodor Kugler i Ferdinand von Quast.

## Architektura

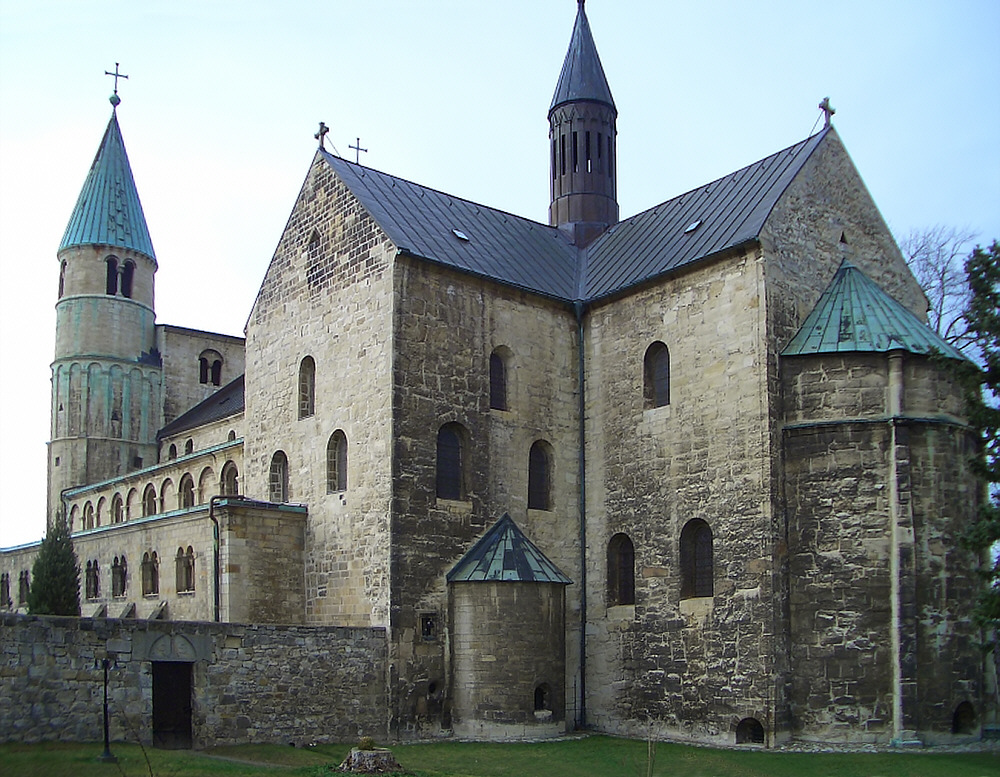
Widok kościoła od wschodu

Niegdyś rozległy i zabudowany kompleks klasztorny dziś zachował w całości kościół, oraz niewielkie fragmenty klasztoru (w całości zachowało się północne ramię krużganków) oraz obwarowań. 
Kościół jest najstarszą zachowaną budowlą z czasów ottońskich. Wpierw zostało wzniesione prezbiterium zamknięte półokrągłą absydą, krypta, oraz trójnawowy korpus nawowy w formie bazylikowej z nawą poprzeczną, ramiona transeptu są zamknięte od wschodu absydami. 
Zachodni dwuwieżowy westwerk pochodzi z XII w. Na rzucie widoczne są liczne skrzywienia i niedopracowania, prawdopodobnie z błędów budowlanych. 
Od zewnątrz architektura kościoła jest bardzo surowa. Oszczędnie zaznaczono na ścianach nawy bocznej podział na kondygnacje, oraz obramienia okien, na elewacjach transeptu i prezbiterium ściany są niemal gładkie. Wielkie okna ścian transeptu i absydy nadają pewnej lekkości architekturze. Inną cechą architektury ottońskiej jest brak cokołu, przez co bryła wydaje się wystawać bezpośrednio z gruntu, co nadaje optycznej wertykalności budowli. Westwerk jest poprzedzony absydą której górną część zdobi znana z nadreńskich katedr (Spira, Wormacja, Moguncja) galeryjka arkadowa. Wieże są podzielone na kilka kondygnacji, każda z nich posiada inną artykulację ścian, najwyższa kondygnacja posiada okna biforialne. 
W przeciwieństwie do zewnętrznych elewacji, wnętrze od strony architektonicznej cechuje mnogość form architektonicznych. Zachowano tu znany w sztuce karolińskiej piętrowy podział ścian - na dole wsparte na filarach i kolumnach (na przemian) łuki arkadowe oddzielające nawy. Arkady widoczne zarówno od strony naw bocznych, jak głównej. Akcent położono na środkowy filar, dzielący nawy na dwa obszary. System ten został powtórzony na drugiej wyższej kondygnacji którą stanowią empory. Co więcej, arkady międzynawowe przybierają formę monumentalnych biforiów, zaś arkady empor zawierają mniejsze arkady przybierające formę triforium - szerokie łuki arkad obejmują po trzy mniejsze arkady. Trzecią kondygnację stanowią gładkie ściany przeprute jedynie oknami - tutaj został powtórzony schemat z elewacji zewnętrznej. Rytm okien lekko narusza harmonię niższych kondygnacji. 
Umieszczone powyżej naw bocznych empory, znane jedynie dla zakonów żeńskich, były miejscem kontemplacji zakonnic. Tradycja ta ma związek z Bizancjum, w sztuce chrześcijańskiego Zachodu takie rozmieszczenie empor nie było wcześniej znane. Znany ze sztuki ottońskiej motyw empory na zachodniej ścianie został tu powtórzony w formie wielkiej arkady wspartej na trójłukowym przejściu do zachodniej absydy kryjącym wewnątrz kolumnadę z XII w. Być może kolumnada odgrywała rolę kapitularza. Balustrada empory jest transpozycją galeryjki arkadowej w dużej części powstała w wyniku gruntownej konserwacji kościoła w XIX w. 
Do wysoko usytuowanego chóru prowadzi ciąg monumentalnych schodów, flankowanych z obu stron wejściami do krypty składającej się z trzech niewielkich naw nakrytych sklepieniem krzyżowym wspartym na masywnych filarach. 
Wejście do kościoła znajduje się od północnej strony przy westwerku. Ponad skromnym portalem w kwadratowych wnękach znajdują się dwa rzeźbione lwy. Z rzeźby architektonicznej wewnątrz zachowało się kilka kapiteli nawiązujących w swojej formie do porządku korynckiego. Ponadto zachowały się pojedyncze wsporniki w formie masek. 

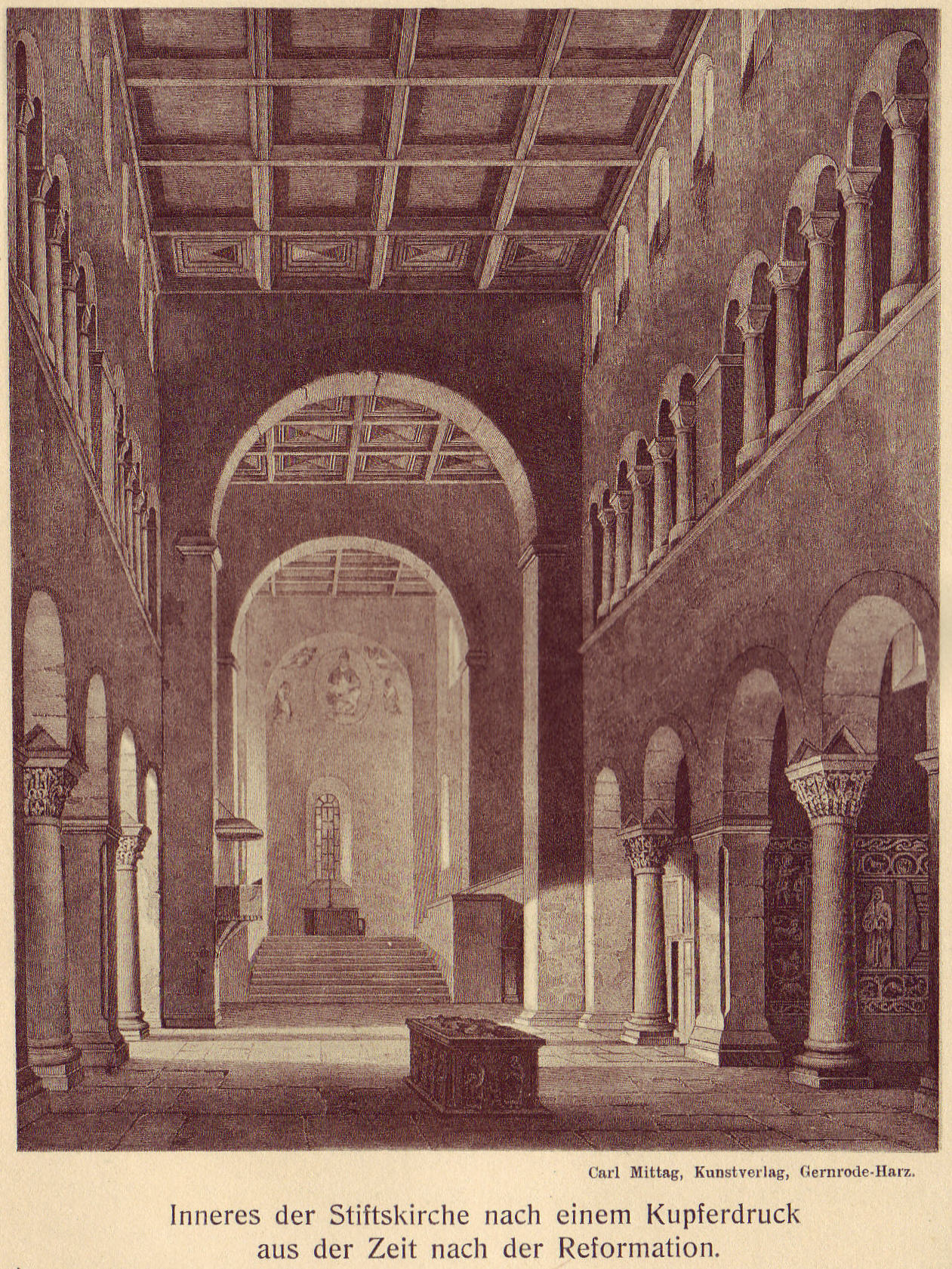
Wnętrze kościoła z 1700 r. (ilustracja z ok. 1900 r.)

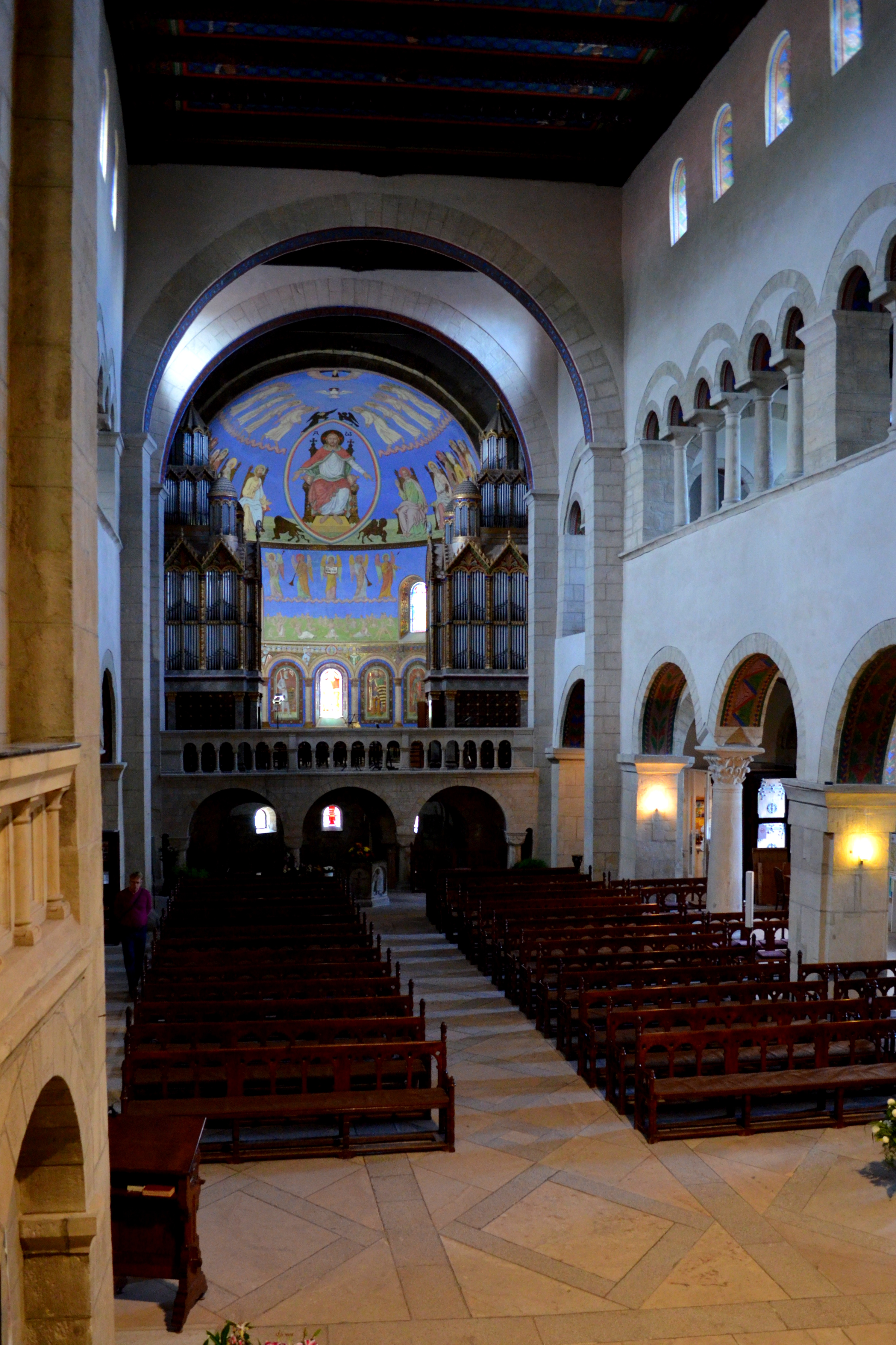
Wnętrze kościoła

## Dzieła sztuki
Z dawnego średniowiecznego wystroju zachowały się w dobrym stanie trzy zabytki rzeźby: późnogotycki nagrobek Gera oraz dwa cenne zabytki romańskie: Święty Grób i chrzcielnica.

### Nagrobek Gero

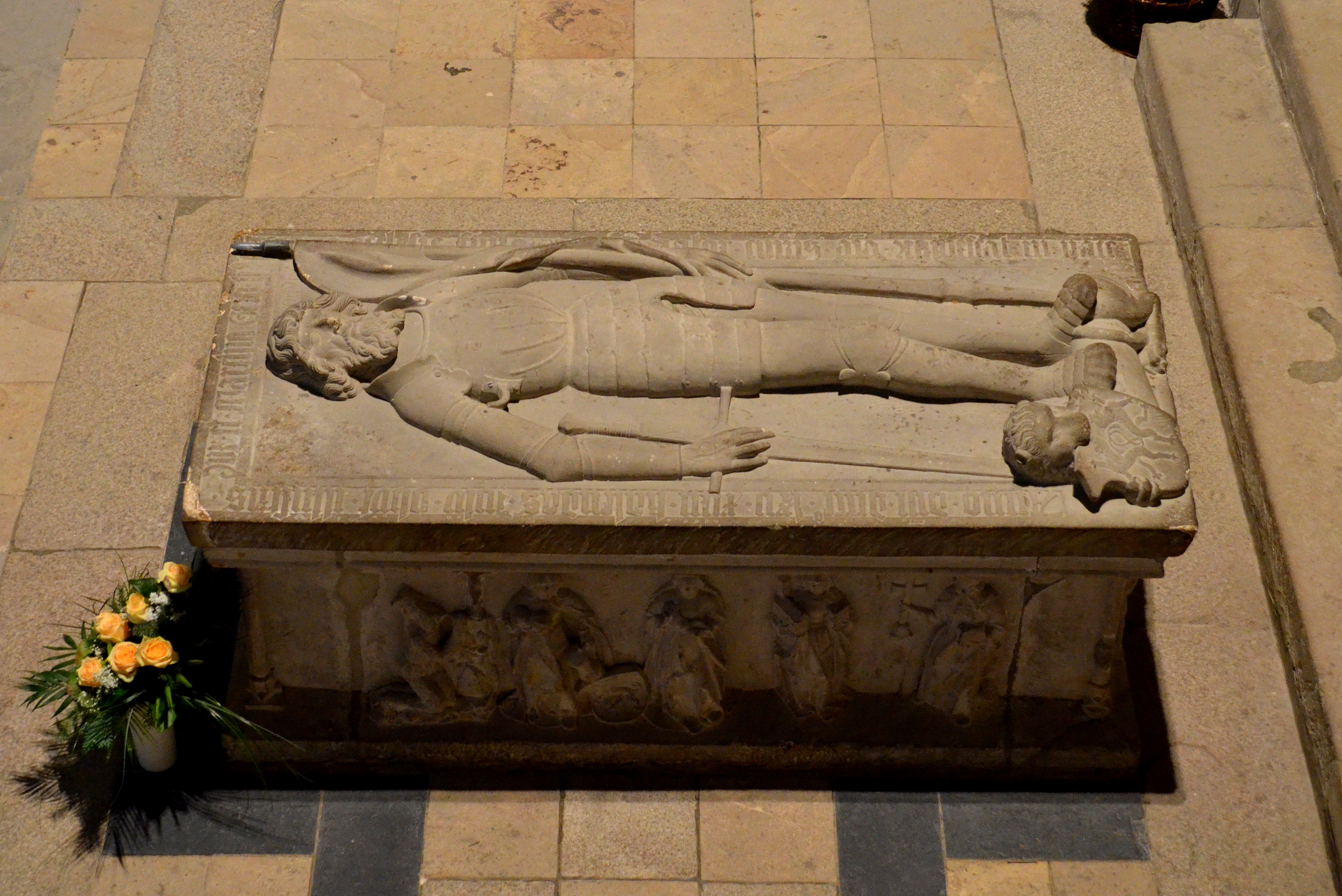
Nagrobek margrabiego Gera

Usytuowany na skrzyżowaniu naw grobowiec margrabiego jest późniejszy, powstały w 1519 na miejscu wcześniejszego. 
Wówczas, kiedy już w Niemczech rozpowszechniła się sztuka renesansowa, dzieło to kontynuuje tradycję typowego dla XIV i XV-wiecznej rzeźby sepulkralnej gotyckiego nagrobka tumbowego. Na płycie wierzchniej widoczna jest płaskorzeźbiona figura zmarłego w pozie leżącej. Ukazany jest jako uzbrojony rycerz, u jego stóp jest znajduje się pokonany lew, który trzyma w pysku tarczę z herbem rodowym zmarłego – przedstawia dwa wspięte lwy zwrócone tyłem do siebie. Margrabia trzyma w prawej ręce miecz, w lewej włócznię, która jest wbita w zad lwa. Jest to powszechny w sztuce sepulkralnej doby gotyku przykład wyobrażenia władcy triumfatora. 
Na bocznych ścianach zachowały się również przedstawienia figuralne, wśród nich wyróżnia się znajdujące się na zachodnim boku płaskorzeźbione wyobrażenie świętych Cyriaka oraz Benona, pomiędzy nimi jest ukazana bestia, atrybut św. Cyriaka.

### Święty Grób

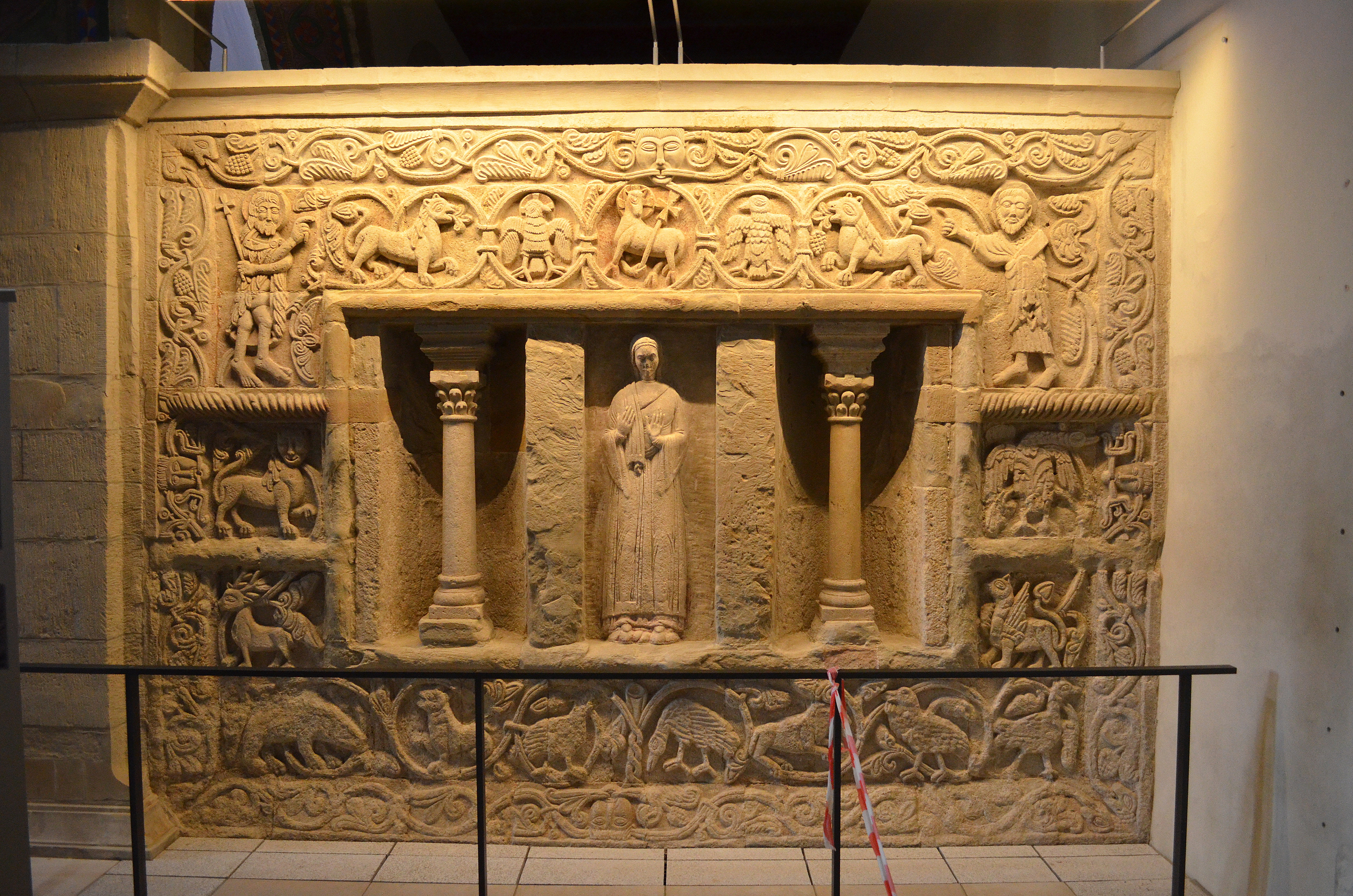
Święty Grób

Jest to zbudowana  na planie prostokątnym, rzeźbiona komora mieszcząca wewnątrz symboliczny Grób Jezusa. Powstała ok. 1110–1130 została umieszczona w nawie południowej. W literaturze spotykamy pojęcie "kamienne kazanie", ma to związek z bogatym programem treściowym wyrzeźbionym na zewnętrznych ścianach Grobu. Od strony formalnej wyróżnia się ściana zachodnia, która posiada na środku podzieloną na trzy części głęboką niszę, w której widoczna jest postać św. Marii Magdaleny odzianej w długą suknię, o realistycznie ukazanej twarzy. Boczne nisze zdobią pełnoplastyczne kolumienki z korynckimi kapitelami. Niszę otacza bordiura z motywami roślinnymi oraz zoomorficznymi. Na osi, w górnej części, ukazany jest w okulusie Agnus Dei, zaś obok Baranka znajduje się po prawicy feniks, po lewicy orzeł. Ponadto ukazane są dwa lwy, z których jeden trzyma w pysku winne grono. Całość jest nawiązaniem do Zmartwychwstania Chrystusa. Myśl tę uzupełniają ulokowane na narożach ukazane w profilu figury Jana Chrzciciela oraz Mojżesza, którzy przepowiedzieli powtórne przyjście Chrystusa. Resztę bordiury zajmują kolejne przedstawienia zoomorficzne (m.in. gryf, pelikan, niedźwiedź, bazyliszek). Jest to ilustracja cnót i przywar ludzkich. Na ścianie północnej widzimy scenę z przedstawieniem Noli me tangere, powyżej sceny w osobnej płycinie ukazany jest Bóg. Po lewej stronie obok wejścia do komory znajduje się płycina z reliefowym przedstawieniem św. Jana Ewangelisty. W niszy ściany wschodniej znajduje się figura św. Maternusa. Grób Pański stanowi transpozycję Grobu Chrystusa w Jerozolimie. Podczas liturgii Wielkiego Piątku komora służyła do symbolicznego pochówku Ciała Chrystusa, wyjmowano je podczas nabożeństwa rezurekcyjnego.

### Chrzcielnica
W zachodniej części nawy głównej znajduje się ośmioboczna kamienna chrzcielnica. Została przeniesiona w XIX wieku z kościoła w Alsleben (Saale). Średnica chrzcielnicy wynosi 120 cm, wysokość 93 cm. Na zewnętrznych ścianach znajdują się wpisane w arkady płaskorzeźbione sceny figuralne – na przemian z figurami aniołów i wizerunkiem Jezusa w typie Salvator Mundi został ukazany cykl chrystologiczny: Narodzenie, Ukrzyżowanie, Zmartwychwstanie, Wniebowstąpienie. Chrzcielnica jest datowana na rok 1150.

## Zabudowania dawnego klasztoru

### Krużganki
Z dawnego rozległego kompleksu klasztornego, zachowały się jedynie fragmenty murów i przede wszystkim północne, dwukondygnacyjne, skrzydło krużganków, które przylega bezpośrednio do kościoła.  Zostało wzniesione ok. 1170 roku.      
Światła wpadają przez duże parzyste okna, których forma między dolną i górną kondygnacją jest odmienna. Parzyste okna dolnej kondygnacji wpisane są w duże arkady, zaś forma okien wyższego piętra przypomina biforia. Kolumny okien cechuje wyszukanie form architektonicznych, każda z kolumn ma inaczej ukształtowane kapitele i trzony. Przeważają formy roślinne i ornamentalne (głównie motyw plecionki), niektóre posiadają motywy figuralne, przede wszystkim maski. W przypadku dolnych krużganków ściany są artykułowane ślepymi arkadami z ozdobnymi półkolumnami. Ponadto w krużgankach zachowała się kamienna misa chrzcielna z IX wieku.

### Fragmenty murów obronnych
Z pierwotnych obwarowań zachowały się mur przylegający do krużganków, oraz brama prowadząca z miasta do klasztoru. Kamienny mur posiada przejście ujęte skromnym portalem, ze sceną mitologiczną w tympanonie. Tympanon zdobi scena przedstawiająca centaura strzelającego z łuku w stronę smoka, który jest umieszczony po lewej stronie. Kompozycje jest dwudzielna, oś stanowi kolumienka. 
Obecnie brama klasztorna znajduje się w obrębie zabudowań miejskich. Stanowi ją arkada, na kluczu zachowała się płaskorzeźbiona maska. 

## Literatura
- Heinrich K. Schulze, Reinhold Specht, Günter W. Vorbrodt: Das Stift Gernrode. Mit einem kunstgeschichtlichen Beitrag über die Stiftskirche, Köln/Graz 1965.
- Rolf Toman (red.): Sztuka romańska. Köln 2004
- Zygmunt Świechowski, Leszek Nowak, Bronisława Gumińska, Sztuka romańska. Warszawa 1976